# SecureCRT
SecureCRT是VanDyke Software所開發銷售的一个商业SSH、Telnet客户端和虚拟终端软件。SecureCRT最初是一个Windows下的产品，VanDyke軟體公司於2017年6月起增加了Mac OS X和Linux下的版本。

## 历史
SecureCRT是一个基于图形用户界面的Telnet客户端和虚拟终端。
1995年秋季VanDyke发布了CRT。而SecureCRT最初作为支持SSH加密的高级版本的CRT发布，后来则完全取代了CRT。
SecureCRT是VanDyke网络软件系列的一部分。这些软件还包括了SecureFX和VShell。SecureCRT和SecureFX可以从彼此内部启动，并共享主机信息列表。一个与VShell配合使用的、单独销售的命令行工具包（例如包含了scp）也是由VanDyke经营。上述所有软件都是商业软件。

## 出口限制
SecureCRT 在美国新墨西哥州开发，因此受美國的加密技術出口管制。